# Синигами

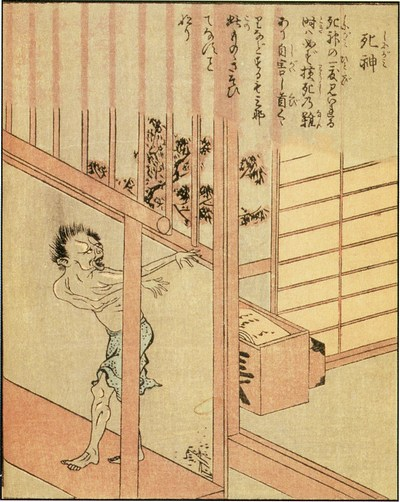
Смерть в альбоме гравюр Сюнсэна Такэхары «Сто историй в книге с картинками» 1841 года.

Бог смерти или синигами (яп. 死神 синигами, букв. «бог смерти») — персонифицированная смерть; смерть как отдельный персонаж или группа персонажей в фантастических произведениях японского искусства, например, в манге, аниме или ракуго.

## В традиционной культуре
Синигами — это относительно новое понятие в японском фольклоре. До сих пор не ясно, в какой момент слово синигами в японской культуре стало служить как имя собственное для персонифицированной смерти — возможно, этот образ был заимствован из Китая, где мифология предполагала наличие нескольких типов божеств смерти и проводников душ, или же из Европы, где образ Смерти также персонифицирован, в период Сэнгоку.
Синигами были быстро замечены художниками, писателями и поэтами той эпохи, и вскоре синигами появился в рассказе к альбому гравюр Сюнсэна Такэхары «Сто иллюстрированных историй» 1841 года. Вероятно, это было первым появлением синигами в японской литературе.
Синигами дважды появляется в пьесе «Самоубийство влюблённых на острове Небесных сетей» по произведению Тикамацу Мондзаэмона (1721 год).
Значительное распространение образ получил в эпоху Мэйдзи (1868—1912 гг.) и вскоре повсеместно был принят японцами.
Концепция синигами также может быть использована в более широком смысле по отношению к любому божеству смерти, потому как синигами — довольно новый термин, который практически не связан с синтоизмом и редко используется в традиционных повествованиях.
В древних произведениях в качестве ками смерти выступают:
- Эмма
Эмма (яп. 閻魔), также известный как Яма — бог-властитель ада «дзигоку», судья мёртвых[5].
- Идзанами
Идзанами (яп. イザナミ) — синтоистская богиня, супруга Идзанаги. Являлась богиней созидания, но позже стала нести смерть в мир людей.